# Efeito Mpemba
O efeito Mpemba ou paradoxo de Mpemba é o fenómeno físico que consiste no facto de, sob certas condições, a água morna congelar mais rapidamente do que a água fria. A descoberta deste efeito foi feita por um estudante do ensino secundário chamado Erasto Barthlomeo Mpemba na Tanzânia, África em 1969. O fenômeno foi observado durante o fabrico de gelados e perante diversos professores.
Não há unanimidade sobre o que exatamente é este efeito e sob quais circunstâncias ele ocorre. Há registros de fenômenos semelhantes desde a antiguidade, porém com detalhes insuficientes para as alegações serem verificadas. O fenômeno parece ser contrário à Termodinâmica, porém um número de possíveis explicações já foram propostas. Investigações mais à fundo necessitam de uma definição mais precisa de "congelamento" e do controle de um vasto número de parâmetros iniciais para se confirmar ou explicar o efeito.

Gráfico indicando o tempo para o congelamento de duas amostras de água a temperaturas diferentes.

Em 2016, um longo artigo de Henry Burridge e Paul Linden, da Universidade de Cambridge, foi publicado na Nature: Scientific Reports (Burridge e Linden, 2016). O artigo oferece uma visão geral completa da confusão e da falta de reprodução de resultados que caracterizam a discussão sobre o assunto desde 1969. Os autores conduziram seus próprios experimentos e excluíram o super-resfriamento como fator, medindo apenas o tempo que a água leva para resfriar até 0°C. O Efeito Mpemba então deixa de ocorrer. O título do artigo o resume bem: "Questionando o Efeito Mpemba: Água Quente Não Resfria Mais Rapidamente do que Água Fria".   na conclusão, citou o artigo de Brownridge: "A água quente congelará antes da água mais fria somente quando a água mais fria super-resfriar e, então, somente se a temperatura de nucleação da água mais fria for vários graus menor que a da água quente. O aquecimento da água pode diminuir, aumentar ou não alterar a temperatura de congelamento espontâneo" (Bregović, 2012).

## Observações históricas
Um comportamento similar já foi observado por cientistas antigos como Aristóteles: "O fato de que a água foi esquentada previamente contribui para o seu congelamento mais rápido: desse modo esfria mais rápido. Por isso, muitas pessoas, quando querem congelar água rapidamente, começam colocando-a no sol. Então os habitantes de Pontus quando montam acampamento no gelo para pescar (eles abrem um buraco no gelo e então pescam) derramam água quente ao redor dos seus caniços para que congele mais rápido, já que usam o gelo como chumbo para fixar os caniços".  A explicação de Aristóteles envolveu uma propriedade errônea que ele chamou de antiperistasis, definida como "o suposto aumento na intensidade de uma qualidade como resultado de estar cercada pela sua qualidade contrária."
Cientistas da Idade Moderna como Francis Bacon notaram que "a água ligeiramente morna congela mais facilmente do que aquela que está totalmente fria."
René Descartes também descreveu o efeito em uma de suas obras, e relacionou a explicação do efeito com a sua Teoria dos Vórtices.

## Observações de Mpemba
O efeito foi nomeado em homenagem ao tanzaniano Erasto Mpemba. Ele descobriu esse efeito primeiramente em 1963 na Escola Secundária Magamba, em Tanganyika quando estava congelando uma mistura para sorvete que estava quente em uma aula de culinária e notou que ela congelou mais rápido do que a mistura que estava fria. Quando estava estudando na Escola Secundária Mkwawa, em Iringa, o diretor da escola convidou o Dr. Denis G. Osborne da Universidade em Dar Es Salaam para uma palestra sobre Física. Após a palestra, Erasto Mpemba perguntou a ele a questão "Se você pegar dois recipientes similares com igual volume de água, um a 35 °C e o outro a 100 °C, e colocá-los em um freezer, o que estava a 100 °C congela primeiro. Por quê?" e foi então ridicularizado por seus colegas e professores. Após algum tempo, Dr. Osborne fez experimentos sobre o assunto em seu local de trabalho e confirmou as observações de Mpemba. Eles então publicaram os resultados juntos em 1969.

## Definição do efeito
Apesar de amplamente mencionado, existem poucas, se alguma, descrições modernas do que exatamente o efeito é e como ele pode ser observado. Não é claro se "congelamento" se refere ao ponto em que a água forma uma visível superfície de gelo, ou ao ponto em que o volume inteiro de água se torna um bloco sólido de gelo. Alguns experimentos mediram, ao invés disso, o tempo até que a água atinja 0 °C.

Gráfico demonstrando tempo para início do congelamento de diversas amostras de água a diferentes temperaturas.

Não existem fontes confiáveis que indicam exatamente como demonstrar o efeito e sob exatamente quais condições ele ocorre.

## Explicações sugeridas
Osborne observou que a parte de cima é mais quente do que a de baixo em uma proveta de água sendo resfriada, a diferença é devido à convecção. Bloquear a transferência de calor com um pequeno filme de óleo diminuiu drasticamente o esfriamento da água. O efeito do ar dissolvido também foi considerado quando se usava água fervida. As provetas também foram isoladas da base.
A primeira vista, o efeito parece contrário à Termodinâmica, porém muitos efeitos padrão da Física contribuem com o fenômeno, apesar de que nenhuma explicação é conclusiva. Muitos efeitos podem contribuir com o efeito, dependendo de como foi montado:
- Evaporação: A evaporação da água mais quente reduz a massa de água a ser congelada.[9] Como a evaporação é endotérmica, com ela a massa de água restante é resfriada pelo vapor que retira calor dela, porém esse efeito sozinho provavelmente não é o responsável pelo fenômeno.[10]
- Convecção: Aceleração das transferências de calor. A redução da densidade da água abaixo de 4 °C tende a suprimir as correntes de convecção que resfriam a parte de baixo da massa de água; a densidade menor da água quente reduziria isso, talvez mantendo um resfriamento inicial mais rápido. A maior convecção em água quente também pode espalhar cristais de gelo mais rápido.[11]
- Gelo: Tem efeitos isolantes. A água a temperatura mais baixa tenderá a congelar do topo, reduzindo a perda de calor por radiação e convecção do ar, enquanto a água mais quente tenderá a congelar por baixo e pelos lados por causa da convecção da água.
- Superfusão: Há a hipótese de que a água fria, quando colocada em um ambiente abaixo de 0 °C superfunde-se mais do que a água quente no mesmo ambiente, solidificando-se mais devagar do que a água quente.[12][13] Porém, a superfusão tende a ser menos significante onde há partículas que agem como núcleos para os cristais, então precipitando um congelamento rápido.
- Calor latente de condensação: Durante a fase de congelamento o recipiente mais frio está recebendo mais calor da condensação de moléculas de água ao seu redor do que o recipiente mais quente. Isto reduz a taxa de resfriamento.[14]

Nas primeiras décadas após o artigo de 1969 de Mpemba e Osborne, muito trabalho experimental foi realizado sobre o Efeito Mpemba. Às vezes, o efeito era observado, às vezes não. Pesquisadores diferentes usaram configurações diferentes e raramente alguém tentou reproduzir exatamente os resultados de outra pessoa. O grande número de variáveis envolvidas no congelamento da água, a falta de detalhes apropriados nos relatórios e a falta de ênfase adequada na reprodutibilidade acabaram por fazer com que o mito do Efeito Mpemba durasse muito mais do que deveria. 

## Recente revisão do Efeito
Um revisor da revista Physic World escreveu: "Mesmo que o Efeito Mpemba seja real - se a água quente pode às vezes congelar mais rápido do que a fria - não está claro se a explicação seria trivial ou extraordinária." Ele apontou que investigações do fenômeno precisam controlar um grande número de parâmetros iniciais (incluindo tipo e temperatura inicial da água, gases e outras impurezas dissolvidas, tamanho, forma e material do recipiente e a temperatura do refrigerador) e precisam decidir algum método particular para estabelecer o tempo de congelamento, os quais podem afetar a presença ou ausência do efeito Mpemba. A necessidade de experimentos de diversos tipos pode explicar porque o efeito ainda não é compreendido.
A revista New Scientist recomenda começar o experimento com recipientes a 35 °C e 5 °C para maximizar o efeito.
O Efeito Mpemba viola a Primeira Lei da Termodinâmica, que afirma que a energia não pode ser criada nem destruída; ela só pode ser transferida de uma forma para outra. A Primeira Lei da Termodinâmica é provavelmente a mais corroborada de todas as leis da física e pode ser considerada um princípio universal. Ao violar essa lei, o Efeito Mpemba implica a possibilidade de construir um perpetuum mobile (ou seja, um carro que não requer combustível).

## Conclusão do efeito observado em um ambiente não controlado / fora do laboratório
A afirmação de que a água quente congela mais rápido do que a água fria é muito genérica para ser considerada científica. O Lago Michigan não congela durante uma noite congelante, enquanto um pequeno recipiente com água quente colocado na borda do Lago Michigan congela facilmente de cima a baixo. Portanto, a escala é um fator. O material da superfície de contato também desempenha um papel. A água em um recipiente de metal congela mais rápido do que a água em um recipiente de madeira do mesmo tamanho e formato. Isso ocorre porque o metal é um melhor condutor de calor do que a madeira. O formato do recipiente também é significativo. Devido à maior superfície de contato, a água em uma bandeja plana congela mais rápido do que a mesma quantidade de água em um recipiente esférico. 

## Conclusão Cientifica do efeito em ambiente controlado / em laboratório
Em 2012, a Sociedade Real Britânica de Química organizou um concurso com mil libras esterlinas em prêmios em dinheiro para a melhor explicação do Efeito Mpemba. Houve 22.000 inscrições, e o próprio Erasto Mpemba esteve presente na cerimônia de premiação. Nikola Bregović, da Universidade de Zagreb, venceu. No artigo vencedor, ele descreveu seus próprios experimentos e limitou a análise à termodinâmica elementar (Bregović, 2012). Ele apontou quatro fatores como possivelmente significativos: evaporação, gases dissolvidos, convecção e super-resfriamento. Bregović argumentou que o super-resfriamento é, em última análise, o fator significativo e, na conclusão, citou o artigo de Brownridge: "A água quente congelará antes da água mais fria somente quando a água mais fria super-resfriar e, então, somente se a temperatura de nucleação da água mais fria for vários graus menor que a da água quente. O aquecimento da água pode diminuir, aumentar ou não alterar a temperatura de congelamento espontâneo" (Bregović, 2012).